# Kněževes (Rakovník)
Kněževes é uma comuna checa localizada na região da Boêmia Central, distrito de Rakovník.